# Ele Está de Volta
Ele Está de Volta (em alemão:  Er ist wieder da) é um romance satírico do escritor alemão Timur Vermes, sobre Adolf Hitler. Foi publicado pela editora Eichborn Verlag, na Alemanha em 2012. Em 2015, uma adaptação cinematográfica homónima foi feita pelo realizador David Wnendt.

## Resumo
Em 2014, Adolf Hitler acorda num terreno baldio em Berlim, sem saber o que aconteceu após o ano de 1945. Desabrigado e desamparado, Hitler interpreta tudo o que vê em 2014 a partir de uma perspetiva nazi (por exemplo, ele considera que a imigração turca na Alemanha é um indício de Karl Dönitz ter persuadido a Turquia para juntar-se ao Eixo, e pensa que o nome Wikipédia originou-se dos víquingues, "Wikinger") e, apesar de toda a gente reconhecê-lo, ninguém acredita que ele é o próprio Hitler, e sim um comediante, ou um ator de método. Como resultado, os seus vídeos violentos e furiosos tornam-se um enorme sucesso no YouTube, e ele alcança o estatuto de celebridade moderna como um artista. No final, ele usa sua popularidade para voltar à política.

## Publicação
O livro foi vendido a 19,33 euros, sendo uma referência deliberada da ascensão de Hitler ao poder naquele ano. Em março de 2014, foram vendidas 1.4 milhões de cópias na Alemanha. O romance foi listado para o Prémio Independente de Ficção Estrangeira de 2015, e para o Prémio Literário Internacional IMPAC de Dublim de 2016. O livro também foi traduzido em vinte e oito línguas. Em Portugal, o livro foi publicado pela editora Lua de Papel em 2013. No Brasil foi publicado pela editora Intrínseca em 2014. Nos países anglófonos, o livro sob o título de Look Who's Back, foi traduzido por Jamie Bulloch, e publicado pela MacLehose Press em abril de 2014. O livro falado foi gravado pelo comediante alemão Christoph Maria Herbst, e em maio de 2014 foram vendidas 520.000 cópias.
O filme estreou na Alemanha a 8 de outubro de 2015, sendo realizado por David Wnendt, e protagonizado por Oliver Masucci como Hitler. Para promover a longa-metragem, Masucci apareceu como Hitler em várias cidades alemãs, incluindo Brandemburgo e Berlim.